# Khazri Buzovna
El Khazri Buzovna fue un equipo de fútbol de Azerbaiyán que llegó a jugar en la Liga Premier de Azerbaiyán, la liga de fútbol más importante del país.
Fue fundado en el año 1992 en la capital Bakú y llegó a ser subcampeón de Liga en 1 ocasión, la cual jugó por 4 temporadas; y 1 vez subcampeón de Copa.
A nivel internacional participó en 1 torneo continental, en la Copa UEFA de 1996/97, donde fue eliminado en la Ronda Preliminar por el Hutnik Cracovia de Polonia.
El equipo se retiró de la Temporada de 1997/98 en la octava jornada, el equipo arrastraba deudas, fue liquidado y oficialmente desapareció en 1998.

## Palmarés
- Liga Premier de Azerbaiyán: 0
  - Subcampeón: 1

1995/96
- Copa de Azerbaiyán: 0
  - Finalista: 1

1996/97

## Participación en competiciones de la UEFA
- Copa UEFA: 1 aparición

1997 - Ronda preliminar

### Partidos en UEFA
| Temporada | Torneo    | Ronda      | País    | Club            | Casa | Visita | Global |
| --------- | --------- | ---------- | ------- | --------------- | ---- | ------ | ------ |
| 1996/97   | Copa UEFA | Preliminar | Polonia | Hutnik Cracovia | 2-2  | 9-0    | 2-11   |